# Voglia/Sto ballando
Voglia/Sto ballando è un singolo di Loretta Goggi e Daniela Goggi, pubblicato nel 1978.

## Descrizione
Scritto da Mario Castellacci, Pier Francesco Pingitore e Gianni Ferrio, il brano, in stile disco, è la sigla finale dell'innovativo programma della Rete 1 Il ribaltone, diretto da Antonello Falqui, che sceglie le due soubrette come vedette assieme a Pippo Franco e Oreste Lionello. Il brano è anche la sigla dello spettacolo teatrale itinerante del duo dal titolo Supergoggi..
Il retro, Sto ballando, scritto da Giancarlo Bigazzi e Totò Savio è cantato dalla sola Daniela. L'anno successivo il pezzo, inciso in lingua spagnola in coppia con Loretta, come Hermanas Goggi e dal titolo Estoy bailando testo spagnolo di Luis Escolar (Hispavox, 45-1849), diventa un successo internazionale, entrando in molte classifiche europee, il brano è inserito nell'album omonimo (Hispavox, S 60.266).
Secondo le certificazioni ufficiali della FIMI, il disco vendette trecentomila copie.
Nel 1979, le gemelle Trix incisero per il mercato sudamenricano una cover della versione in spagnolo del lato B (Estoy bailando).
Nel 2009, anche il duo di Drag queen Shimai ha inciso una cover dance di Estoy bailando, rimasta a tutt'oggi una "cult song" LGBT dei paesi in lingua ispanica.

## Tracce
Lato A
1. Loretta Goggi – Voglia – 3:09 (Mario Castellacci-Pier Francesco Pingitore-Gianni Ferrio)

Lato B
1. Daniela Goggi – Sto Ballando – 3:13 (Giancarlo Bigazzi-Totò Savio)